# Jean-François Caron (homme politique)
Pour les articles homonymes, voir Caron et Jean-François Caron.
Jean-François Caron, né le 21 mai 1957 à Loos-en-Gohelle (Pas-de-Calais), est un homme politique français, membre d'Europe Écologie Les Verts.
Il est élu au conseil régional du Nord-Pas-de-Calais depuis 1992 et en a été vice-président chargé du développement durable, délégué à la Troisième Révolution Industrielle et à la Transformation écologique et sociale régionale de 1998 à 2004. Il entre au conseil municipal de Loos-en-Gohelle en 1995 comme conseiller municipal délégué à l'aménagement du territoire et à l'environnement. En 2001, il devient maire, succédant ainsi à son père.
Il est surtout notoire pour les expérimentations en matière de développement durable conduites dans sa commune et pour avoir mené à l'inscription du bassin minier du Nord-Pas-de-Calais sur la liste du patrimoine mondial.

## Biographie

### Jeunesse et formation
Fils de Marcel Caron, maire (PS) de Loos-en-Gohelle, Jean-François Caron naît dans la commune. Il est kinésithérapeute de formation.

### Engagement associatif
Il est l'un des créateurs en 1989 de l'association La chaîne des terrils, au travers de laquelle il a contribué à faire reconnaître la valeur patrimoniale, et biologique des terrils et promouvoir leur usage pour les loisirs.

### Carrière politique
Il participe à la création de Génération écologie. Il y anime avec Alain Cabanes la tendance « Écologie autrement », créée en 1993, qui quitte Génération écologie en 1994 avant de rejoindre les Verts via Convergences écologie solidarité (le mouvement créé par Noël Mamère).
En parallèle, il est élu au conseil régional du Nord-Pas-de-Calais, depuis 1992 en tant que membre de Génération écologie. D'abord comme conseiller régional, il se voit confier : 
- une mission sur les emplois et le travail ;
- une mission sur le développement des emplois liés à l'environnement dite « Emploi-Environnement » ;
- le pilotage de Mineurs du Monde, dynamique de valorisation de l'Histoire de la mine et de la mémoire des mineurs.

Il porte aussi dans ces années, la « Conférence permanente du bassin minier » : conférence ouverte et participative qui vise à faire dessiner, par les acteurs du territoire, un diagnostic partagé et une stratégie de reconversion partant du local.
Cette démarche donne lieu à la rédaction d'un livre blanc, puis d'un avenant spécifique au contrat de plan État-région.
Réélu en 1998, comme vice-président « chargé du développement durable, de l'environnement et de l'aménagement du territoire » jusqu'en 2004, il met en place le schéma régional d'aménagement et de développement du territoire (SRADT), ainsi que la première stratégie régionale de développement durable en 2000, puis l'agenda 21 régional en 2004[réf. nécessaire].
En 2001, Jean-François Caron crée le Centre ressource du développement durable (CERDD), désormais sous statut GIP, en partenariat avec l'État, l'ADEME, Gaz de France et plusieurs associations environnementales. Il crée aussi le Centre de développement des éco-entreprises (CD2E), pour soutenir et développer cette filière d'activités.
Réélu en 2004, il choisit de reprendre son rôle de conseiller régional. Il poursuit la mise en place du SRADT et préside le groupe des Verts au sein du conseil régional.
Il est également quatrième vice-président de la communaupole de Lens-Liévin chargé de l'innovation, président de l'Établissement public foncier (EPF), et du Centre de développement des éco-entreprises (CD2E).
Jean-François Caron préside la structure « Bassin minier Unesco », qui deviendra « Bassin minier uni », qui vise à inscrire l'ancien bassin minier du Nord-Pas-de-Calais sur la liste du patrimoine mondial de l'Unesco,. L'inscription, effective début juillet 2012, couvre un vaste patrimoine : 17 fosses et vestiges, 21 chevalements, 51 terrils, 3 gares, 124 cités ouvrières, mais aussi des écoles, des églises et des chapelles, 4 000 hectares de paysage...

Le 16 mars 2008, il est réélu maire de Loos-en-Gohelle au premier tour, face à une liste divers droite, avec 82,09 % des suffrages exprimés (pour 63,18 % de votants). Le 23 mars 2014, en l'absence de liste concurrente, il est à nouveau élu au premier tour avec 81,07 % des suffrages exprimés (pour 55,67 % de votants). Il fait de sa ville un laboratoire du développement durable : démocratie participative,, récupération d'eau de pluie, panneaux solaires sur l'église, construction d'un éco-quartier : 

« Mon objectif dans les 20 ans qui viennent : faire de Loos-en-Gohelle une cellule souche en matière de développement durable, pour inspirer d’autres villes. »

En 2012, il préside la commission transformation écologique et sociale de la région Nord-Pas-de-Calais. Il est vice-président du forum d'orientation de la troisième révolution industrielle en Nord-Pas-de-Calais qui aboutit au master plan de Jeremy Rifkin,. Il préside également le groupe Agenda 21 de demain au Comité de prospective du Comité 21.
Au sein d'EÉLV, il est membre du conseil d'administration de la fédération des élus verts et écologistes (FEVE).
Coureur de marathon, il est à l'origine de la création du marathon de la route du Louvre en 2006.
Après 22 ans de mandat, il a démissionné de sa fonction de maire de Loos-en-Gohelle le 2 avril 2023, au profit de son premier adjoint Geoffrey Mathon, de même étiquette politique : la nouvelle a été annoncée dans La Voix du Nord du 2 avril et du 3 avril 2023.

### Décoration
- Chevalier de la Légion d'honneur (décret du 13 juillet 2012 sur proposition du ministère de l'Égalité des Territoires et du Logement[32])

## Publications
- Jean-François Caron, Jean Merckaert et Grégoire Lefèvre, « Loos-en-Gohelle, la conversion d’un territoire », Revue Projet, CERAS, nos 336-337,‎ 2013, p. 194 (DOI 10.3917/pro.336.0105, lire en ligne)
- Jean-François Caron, « Loos-en-Gohelle, laboratoire du développement durable », Le journal de l'école de Paris du management, no 83,‎ 2010, p. 50 (DOI 10.3917/jepam.083.0022, lire en ligne)
- (en) Jean-François Caron, « A regional viewpoint », dans Corinne Larrue, Recherche et développement régional durable, Presses universitaires François-Rabelais, 2002 (ISBN 9782869061569 et 9782869063495, lire en ligne), p. 149-151
- Jean-François Caron, « L'identité du bassin minier », dans Jean-Claude Rabier, La remonte: le bassin minier du Nord-Pas de Calais, entre passé et avenir, Presses Univ. Septentrion, 2002, 275 p. (lire en ligne), p. 35-39